# Neto Baiano
 Der er flere personer med dette navn, se Neto.
Neto Baiano (født 17. september 1982) er en brasiliansk fodboldspiller.